# Gaius Terentius Varro
Gaius Terentius Varro was een Romeinse consul (en daardoor ook de bevelhebber van het leger) samen met zijn collega-consul Lucius Aemilius Paulus in het jaar 216 v.Chr. Zij waren consuls tijdens de invasie van Hannibal in Italië, tijdens de Tweede Punische Oorlog.
Volgens de overlevering was Paulus, een patriciër, voor de defensieve tactiek van het Romeinse leger. Hij wilde Hannibal niet aanvallen. Varro, een plebejer, wilde een agressieve aanval op de Carthaagse legers van Hannibal. Beide generaals wisselden het opperbevel om de dag om en toen Varro de kans zag, viel hij aan (zie slag bij Cannae, 216 v.Chr.). Bij de grootste Romeinse nederlaag tot dan toe werd ook Paulus gedood, maar Varro kon ontsnappen en de overblijfselen van het leger verzamelen in Canusium. Hoewel hij door de latere Romeinse geschiedschrijvers als een nietsnut werd beschouwd, bleef de Senaat in Rome hem erkennen en waarderen.
Varro volgde de normale cursus honorum: voordat hij consul was, bekleedde hij een tijd het praetor-ambt (in 218 v.Chr.). Na de Slag bij Cannae bleef hij actief in de politiek en werd hem als proconsul Picenum toegewezen (215 - 213 v.Chr.). Daarna werd hij in de jaren 208 - 207 v.Chr. tot propraetor verkozen en verdedigde hij Etrurië tegen Hannibals jongere broer, Hasdrubal.  In 200 v.Chr. vertrok hij naar Africa, als Romeins ambassadeur.